# Coupe du monde de ski alpin 1970-1971
Navigation
Édition précédente Édition suivante
La coupe du monde de ski alpin 1970-1971 commence le 12 décembre 1970 avec la descente femmes de Bardonnèche et se termine le 14 mars 1971 avec le slalom hommes et le géant femmes de Åre.
Les hommes disputent 24 épreuves : 7 descentes, 8 géants et 9 slaloms.
Seuls les trois meilleurs classement par spécialité étaient retenus pour le classement général du Trophée Évian! Il n'y avait alors pas de globe de cristal remis aux vainqueurs dans les diverses spécialités à cette époque, mais des médailles en cristal de forme rectangulaire.
Les femmes disputent 23 épreuves : 6 descentes, 8 géants et 9 slaloms.
Au cours de la saison 1970-1971, il n'y a ni Jeux olympiques ni championnats du monde.

## Tableau d'honneur
| Discipline | Hommes                       | Femmes                         |
| Général    | Gustavo Thöni                | Annemarie Pröll                |
| Descente   | Bernhard Russi               | Annemarie Pröll                |
| Géant      | Gustavo Thöni Patrick Russel | Annemarie Pröll                |
| Slalom     | Jean-Noël Augert             | Britt Lafforgue Betsy Clifford |

Gustavo Thöni remporte sa première coupe du monde du monde de ski alpin en 1970-1971. Victorieux à quatre reprises ainsi que du globe de cristal de géant comme l'année précédente, le jeune Italien présent aussi en slalom et auteur de bonnes performances en descente, domine trois skieurs français, Henri Duvillard (135 points), Patrick Russel (125 points) et Jean-Noël Augert (107 points).
Le suisse Bernhard Russi vainqueur coup sur coup des descentes de Megève et Sugarloaf, parvient à se détacher au cours du mois de février, du régulier français, Bernard Orcel ainsi que de l'autrichien Karl Cordin et gagne la première coupe du monde de descente de sa carrière.
Gustavo Thöni et Patrick Russel vainqueurs à deux reprises dans la discipline, ne parviennent pas à se départager et remportent avec le même nombre de points, la coupe du monde de géant devant le suisse Edmund Bruggmann, troisième.
Le français Jean-Noël Augert quant à lui, survole la saison en slalom avec cinq succès qui lui permettent de s'imposer largement devant Gustavo Thöni et l'américain Tyler Palmer.
Annemarie Pröll remporte sa première coupe du monde du monde de ski alpin en 1970-1971 avec 210 points devant les françaises Michele Jacot (177 points) et Isabelle Mir (133 points). La jeune autrichienne construit son succès en s'imposant à sept reprises, dans les trois disciplines que forment le ski alpin, ajoutant les globes de cristal de la descente devant sa compatriote Wiltrud Drexel et la française Françoise Macchi et du géant en dominant ses rivales françaises, Michele Jacot et Françoise Macchi
La française Britt Lafforgue et la canadienne Betsy Clifford gagne ex-aequoe la coupe du monde de slalom.

## Coupe du monde Hommes

### Résultats
| Date                 | Lieu                    | Discipline  | Vainqueur            |
| 13 décembre 1970     | Sestrières              | Descente    | Henri Duvillard      |
| 17 décembre 1970     | Val-d'Isère             | Géant       | Patrick Russel       |
| 20 décembre 1970     | Val-d'Isère             | Descente    | Karl Cordin          |
| 5 janvier 1971       | Berchtesgaden           | Géant       | Edmund Bruggmann     |
| 6 janvier 1971       | Berchtesgaden           | Slalom      | Jean-Noël Augert     |
| 9 janvier 1971       | Madonna di Campiglio    | Géant       | Henri Duvillard      |
| 10 janvier 1971      | Madonna di Campiglio    | Slalom      | Gustavo Thöni        |
| 16 janvier 1971      | Saint-Moritz            | Descente    | Walter Tresch        |
| 17 janvier 1971      | Saint-Moritz            | Slalom      | Tyler Palmer         |
| 18 janvier 1971      | Adelboden               | Géant       | Patrick Russel       |
| 24 janvier 1971      | Kitzbühel               | Slalom      | Jean-Noël Augert     |
| 29 janvier 1971      | Megève                  | Descente I  | Jean-Daniel Dätwyler |
| 30 janvier 1971      | Megève                  | Slalom      | Jean-Noël Augert     |
| 31 janvier 1971      | Megève                  | Descente II | Bernhard Russi       |
| 7 février 1971       | Mürren Arlberg-Kandahar | Slalom      | Jean-Noël Augert     |
| 12 & 13 février 1971 | Mont Sainte-Anne        | Géant       | Bernhard Russi       |
| 14 février 1971      | Mont Sainte-Anne        | Slalom      | Patrick Russel       |
| 18 février 1971      | Sugarloaf               | Descente I  | Bernhard Russi       |
| 19 février 1971      | Sugarloaf               | Descente II | Stefano Anzi         |
| 21 février 1971      | Sugarloaf               | Géant       | Gustavo Thöni        |
| 25 février 1971      | Heavenly Valley         | Slalom      | Gustavo Thöni        |
| 26 & 27 février 1971 | Heavenly Valley         | Géant       | Gustavo Thöni        |
| 13 mars 1971         | Aare                    | Géant       | David Zwilling       |
| 14 mars 1971         | Aare                    | Slalom      | Jean-Noël Augert     |

### Classements

#### Classement général
| Rang | Nom                  | Points |
| 1    | Gustavo Thöni        | 155    |
| 2    | Henri Duvillard      | 135    |
| 3    | Patrick Russel       | 125    |
| 4    | Jean-Noël Augert     | 107    |
| 5    | Bernhard Russi       | 95     |
| 6    | Edmund Bruggmann     | 94     |
| 7    | David Zwilling       | 86     |
| 8    | Christian Neureuther | 66     |
| 9    | Bernard Orcel        | 63     |
| 10   | Tyler Palmer         | 60     |

#### Descente
| Rang | Nom             | Points |
| 1    | Bernhard Russi  | 70     |
| 2    | Bernard Orcel   | 60     |
| 3    | Karl Cordin     | 56     |
| 4    | Henri Duvillard | 53     |
| 5    | Walter Tresch   | 46     |

#### Géant
| Rang | Nom                          | Points |
| 1    | Gustavo Thöni Patrick Russel | 70     |
| 3    | Edmund Bruggmann             | 65     |
| 4    | Henri Duvillard              | 60     |
| 5    | David Zwilling               | 51     |

#### Slalom
| Rang | Nom              | Points |
| 1    | Jean-Noël Augert | 75     |
| 2    | Gustavo Thöni    | 70     |
| 3    | Tyler Palmer     | 60     |
| 4    | Patrick Russel   | 55     |
| 5    | Harald Rofner    | 46     |

## Coupe du monde Femmes

### Résultats
| Date             | Lieu                    | Discipline  | Vainqueur        |
| 12 décembre 1970 | Bardonnèche             | Descente    | Françoise Macchi |
| 16 décembre 1970 | Val-d'Isère             | Slalom      | Betsy Clifford   |
| 19 décembre 1970 | Val-d'Isère             | Descente    | Isabelle Mir     |
| 4 janvier 1971   | Maribor                 | Slalom      | Annemarie Pröll  |
| 5 janvier 1971   | Maribor                 | Géant       | Françoise Macchi |
| 8 janvier 1971   | Oberstaufen             | Géant       | Michèle Jacot    |
| 9 janvier 1971   | Oberstaufen             | Slalom      | Michèle Jacot    |
| 14 janvier 1971  | Grindelwald             | Slalom      | Britt Lafforgue  |
| 20 janvier 1971  | Schruns                 | Descente    | Michèle Jacot    |
| 21 janvier 1971  | Schruns                 | Slalom      | Betsy Clifford   |
| 28 janvier 1971  | Pra Loup                | Descente    | Wiltrud Drexel   |
| 29 janvier 1971  | Saint-Gervais           | Slalom      | Annemarie Pröll  |
| 4 février 1971   | Mürren Arlberg-Kandahar | Slalom      | Britt Lafforgue  |
| 12 février 1971  | Mont Sainte-Anne        | Géant       | Isabelle Mir     |
| 13 février 1971  | Mont Sainte-Anne        | Slalom      | Marilyn Cochran  |
| 18 février 1971  | Sugarloaf               | Descente I  | Annemarie Pröll  |
| 19 février 1971  | Sugarloaf               | Descente II | Annemarie Pröll  |
| 20 février 1971  | Sugarloaf               | Géant       | Michèle Jacot    |
| 24 février 1971  | Heavenly Valley         | Slalom      | Barbara Cochran  |
| 26 février 1971  | Heavenly Valley         | Géant       | Barbara Cochran  |
| 10 mars 1971     | Abetone                 | Géant I     | Annemarie Pröll  |
| 11 mars 1971     | Abetone                 | Géant II    | Annemarie Pröll  |
| 14 mars 1971     | Aare                    | Géant       | Annemarie Pröll  |

### Classements

#### Classement général
| Rang | Nom                | Points |
| 1    | Annemarie Pröll    | 210    |
| 2    | Michèle Jacot      | 177    |
| 3    | Isabelle Mir       | 133    |
| 4    | Wiltrud Drexel     | 124    |
| 5    | Françoise Macchi   | 122    |
| 6    | Britt Lafforgue    | 112    |
| 7    | Jacqueline Rouvier | 101    |
| 8    | Barbara Cochran    | 90     |
| 9    | Gertrude Gabl      | 87     |
| 10   | Betsy Clifford     | 76     |

#### Descente
| Rang | Nom                             | Points |
| 1    | Annemarie Pröll                 | 70     |
| 2    | Wiltrud Drexel                  | 60     |
| 3    | Françoise Macchi                | 56     |
| 4    | Isabelle Mir Jacqueline Rouvier | 55     |

#### Géant
| Rang | Nom              | Points |
| 1    | Annemarie Pröll  | 75     |
| 2    | Michèle Jacot    | 70     |
| 3    | Françoise Macchi | 60     |
| 4    | Gertrude Gabl    | 50     |
| 5    | Isabelle Mir     | 48     |

#### Slalom
| Rang | Nom                             | Points |
| 1    | Britt Lafforgue Betsy Clifford  | 70     |
| 3    | Annemarie Pröll Barbara Cochran | 65     |
| 5    | Michèle Jacot                   | 56     |